# Unité d'Habitation de Firminy

Monumento storico di Francia dal 2010

L'Unité d'Habitation de Firminy-Vert, nota anche come Cité Radieuse, è un edificio progettato dall'architetto svizzero Le Corbusier, l’ultimo e il più grande realizzato, del tutto analogo a quelli di Marsiglia, Nantes, Briey e Berlino Ovest.
Essa rappresenta una delle realizzazioni pratiche delle teorie ideate dal celebre architetto svizzero circa il nuovo concetto di costruire la città, nonché uno dei punti di arrivo fondamentali del Movimento Moderno nel concepire l'architettura e l'urbanistica. L’Unité d’Habitation di Firminy-Vert è altresì parte del distretto urbano che comprende anche altre quattro opere realizzate dallo stesso Le Corbusier in sua prossimità a partire dal 1958, ovvero lo stadio, la Maison de la Culture e l’Eglise de Saint-Pierre.

## Storia
Dalla metà degli anni cinquanta del Novecento le previsioni demografiche della città di Firminy-Vert prevedevano un forte incremento di popolazione fino a superare i 50.000 abitanti nell’arco di un decennio. Alla luce di questa espansione si rese necessario prevedere la pianificazione di nuovo tessuto urbano in tempi relativamente brevi, pertanto nel 1959 la municipalità di Briey contattò Le Corbusier che, con le precedenti realizzazioni dell’Unité d’Habitation di Marsiglia, quella di Nantes e quella di Briey, già era noto per le intuizioni all'avanguardia per i tempi, anticipando molte delle più diffuse concezioni architettoniche contemporanee.
La municipalità di Firminy-Vert chiese a Le Corbusier di progettare ben tre Unitées d’Habitation comprensive di tutti i servizi e che andavano inserite in un contesto urbano più vasto, che comprendesse anche un nuovo stadio, una nuova chiesa e un centro polifunzionale denominato Maison de la Culture. Il progetto complessivo del nuovo quartiere Les Bruneaux venne approvato in tutte le sue parti tuttavia, a causa di un arresto della crescita demografica nel corso dei primi anni sessanta, l’Unité d’Habitation ufficialmente commissionata fu soltanto una, sebbene comprensiva di asilo e scuola elementare all’ultimo piano.
I lavori per la realizzazione del nuovo distretto iniziarono nei primi mesi del 1965 ma Le Corbusier morì improvvisamente il 27 agosto dello stesso anno. A proseguire la direzione dei lavori di tutti gli edifici fu il suo più stretto collaboratore André Wogenscky, che inaugurò personalmente l’Unité d’Habitation nel 1967.
Nel 1973 furono assegnati quasi tutti gli appartamenti dell’edificio ma nel corso degli anni ottanta le condizioni abitative si fecero problematiche per la cattiva gestione dell’edificio, tanto da decretare la decisione di chiudere e sfollare la parte nord della struttura per trasferire tutti gli inquilini nella parte sud, ottimizzando al tempo stesso le spese di gestione. Nel 1999 la scuola elementare ubicata all’ultimo piano e l’asilo sul tetto furono chiusi per carenza di alunni.
Nel 2003 l’edificio era l’unica Unité d’Habitation in Francia a essere gestita da una municipalità locale, pertanto venne votata la vendita a una cooperativa immobiliare che ha ristrutturato l'edificio e ha venduto gli appartamenti in comproprietà.
Nel 2010 l’edificio è stato è dichiarato Monument Historique e nel 2012 sono stati completati i lavori di restauro che hanno compreso anche i locali della scuola presente all’ultimo piano, che è diventata sede di un distaccamento dell’Université de St. Etienne, una scuola privata specializzata in progetti Erasmus.

## L'architettura

### La sinossi progettuale
Secondo il pensiero di Le Corbusier non esisteva una sostanziale distinzione tra l'urbanistica e l'architettura, discipline che egli tentò di coniugare con demiurgica perizia. La sua attenzione era principalmente rivolta a studiare un sistema di relazioni che, partendo dalla singola unità abitativa intesa come cellula di un insieme, si estendeva all'edificio, al quartiere e all'intero ambiente costruito.
L'Unité d'Habitation è la magistrale sintesi di questa teoria e racchiude in sé tutti i princìpi architettonici da lui ideati, divenendo la somma delle funzioni prettamente domestiche coniugate a quelle urbanistiche. Essa venne quindi concepita come una vera e propria «città verticale» caratterizzata da spazi individuali inseriti in un ampio contesto di aree comuni; questo equilibrio fu supportato dall'impiego delle più moderne tecniche progettuali e costruttive già scoperte in precedenza dal Razionalismo e dall'esperienza del Bauhaus, con un largo uso del cemento armato e di materiali innovativi.

Lo schema tridimensionale delle singole unità abitative duplex

L'edificio rappresenta quindi una sorta di contenitore che racchiude in esso uno spazio urbano, trascendendo la funzione meramente abitativa di un semplice condominio e concependo l'edificio come una sorta di «macchina per abitare» per un elevato numero di persone. Secondo i princìpi di Le Corbusier, l'attuazione di questa teoria porterebbe al salto dimensionale tra il singolo edificio e la città, cosicché il primo divenga un sottomultiplo della seconda.
Attraverso un accurato studio delle planimetrie Le Corbusier, con l’Unité d'Habitation, è riuscito a proporre un modello architettonico in grado di coniugare armoniosamente la vita individuale, familiare e collettiva. Partendo da queste premesse, si pone il problema di gestire con cautela la concrezione abitativa che si viene così a generare. Le Corbusier, come già accennato, ha risolto questa problematica a partire sin dalle planimetrie dei singoli appartamenti. Egli, infatti, ripudiando l'architettura più tradizionale che concepiva gli spazi in maniera scatolare, come una mera giustapposizione di stanze, concepì una sorta di frantumazione dell'unità familiare per generare una disgregazione, approdando a una nuova concezione degli spazi che da un lato stimola i momenti di riunione, ma dall'altro assicura anche aree a uso individuale, dove il singolo utente può isolarsi in maniera appartata.
Partendo da questo fondamentale concetto antropologico Le Corbusier ha integrato gli appartamenti, di per sé ben isolati come si è visto, inserendoli in un contesto collettivo alla luce di un'equilibrata riconciliazione tra famiglia e società; per coniugare al meglio questi due ambiti sociali e concretizzare il concetto di città verticale egli ha originariamente previsto, oltre ai singoli appartamenti, una dotazione di alcuni servizi extraresidenziali essenziali come un asilo, la scuola elementare, una palestra, aree ricreative e un ufficio postale.

### Esterno
L’Unité d’Habitation di Firminy-Vert è la più grande delle quattro realizzate in Francia; essa può ospitare circa 1.450 persone, si estende su un'area di circa 2.750 metri quadrati e misura 130 metri di lunghezza per 21 metri di larghezza e 51 di altezza. Posta nel contesto del distretto urbano Les Bruneaux  comprensivo della chiesa di Saint-Pierre, uno stadio e il grande edificio polifunzionale della Maison de la Culture, la struttura si sviluppa su 17 piani e, al contrario del prospetto minore sinistro, che è completamente cieco e uniforme, i prospetti principali delle altre tre facciate sono scanditi dai ripetuti moduli rettangolari dei terrazzi dei 414 appartamenti, caratterizzati ciascuno dalla presenza di un colore differente al proprio interno alternato al rosso e al bianco, in netto contrasto con l'uniformità cromatica del cemento armato grezzo che caratterizza l'intera struttura.

### Interno
L’Unité d'Habitation ospita volutamente anche aree dedicate a servizi solitamente dislocati nel contesto urbano circostante, come la palestra e l’asilo sul tetto, unitamente alla scuola elementare che originariamente occupava tutto l’ultimo piano e che è rimasta in funzione fino al 1999.
A differenza della superficie esterna, gli interni dell'edificio sono caratterizzati dalla presenza del colore pressoché ovunque, utilizzato come vero elemento di arredo.
Uno degli aspetti più rivoluzionari dell’Unité d'Habitation fu l'innovativa concezione della singola cellula abitativa, non più contraddistinta dal contesto sociale di chi la abita. Analizzando la planimetria degli appartamenti è interessante notare come Le Corbusier abbia concepito delle unità abitative tutte uguali e di dimensioni medio-grandi, quasi fossero oggetti da assemblare in serie; ciascuna di esse è del tipo duplex, ovvero disposta su due livelli diversi collegati 
da una scala interna. Gli appartamenti sono tutti identici ma speculari e con una volumetria a "L" rovesciata, dalla cui sovrapposizione si ottengono i vani centrali che costituiscono gli ampi corridoi che ogni due piani percorrono l'intero edificio e su cui vi sono gli ingressi di ciascun appartamento; secondo la logica progettuale di Le Corbusier questi corridoi, rappresentano le "strade" del complesso residenziale.
L'architetto concepì questi spazi abitativi applicando il proprio sistema denominato Modulor, ovvero «una gamma di misure armoniose per soddisfare la dimensione umana, applicabile universalmente all'architettura e alle cose meccaniche».
Una rappresentazione del Modulor è raffigurata su una parete dei locali presenti sul tetto dell'edificio, che rappresenta l'ennesima innovazione del progetto. Il tetto abitabile, noto anche come «tetto giardino», è infatti uno dei celebri Cinque Punti dell'opera di Le Corbusier. Analogamente a quanto accade 
negli odierni grattacieli, grazie all'impiego del calcestruzzo armato, esso è stato concepito come un vasto giardino pensile, altresì adibito a funzioni complementari o ricreative utili alla collettività. Esso ospita infatti svariati locali a uso comune come la suddetta scuola elementare, l'asilo, una palestra, un solarium, un auditorium all'aperto e un percorso ginnico di circa trecento metri per l'attività sportiva.

### Fonti
1. ↑  Brooks, p. 144.
2. ↑  http://www.maclands.fr/fr/news.html Archiviato il 6 maggio 2019 in Internet Archive. Le Master Erasmus Mundus MACLAND déménage
3. ↑  Brooks, pp. 144-145.
4. 1 2 3  Brooks, pp. 146-147.
5. ↑  (FR) Unité d'habitation, su fondationlecorbusier.fr, Fondation Le Courbusier. URL consultato il 9 marzo 2014 (archiviato dall'url originale il 24 ottobre 2013).
6. ↑   Copia archiviata (PDF), su www4.ac-nancy-metz.fr. URL consultato il 21 aprile 2019 (archiviato dall'url originale il 31 marzo 2022).